# Anthelephila cyanea
Anthelephila cyanea Hope, 1833 è un coleottero della famiglia Anthicidae.

## Descrizione
È un coleottero lungo 3-4 mm, con testa e pronoto di colore uniformemente nero ed elitre nere con riflessi metallici bluastri.

## Biologia
Si nutre di detriti organici, piccoli invertebrati, e funghi.

## Distribuzione e habitat
Descritta originariamente come specie endemica dell'Australia è stata successivamente riscontrata anche in Sudafrica. In base alle differenze morfologiche rispetto alle congeneri australiane è stato ipotizzato che la specie abbia origini africane e che la sua presenza nel territorio australiano sia dovuta ad introduzione da parte dell'uomo.